# Hais Dorottya
Hais Dorottya (Budapest, 2003. augusztus 23. –) magyar színésznő, kaszkadőr, szinkronszínésznő. Tizennégyszeres korosztályos és felnőtt országos bajnok műugró. A Mindenki című Oscar-díjas film egyik főszereplője. 
Édesapja Hais Barnabás, korábban élsportoló, majd a Magyar Műugró Szövetség elnöke volt, édesanyja Cserny Zsuzsanna úszóedző, squash sportoktató, három testvére van. A Berzsenyi Dániel Gimnázium tanulója volt.

## Sportolóként
Háromévesen kezdett el sportolni. Gyerekként ritmikus gimnasztikára járt, majd szertornában, úszásban és műugrásban is országos bajnok volt. Miután eltört a lába, a tornát nem tudta folytatni, és az úszás sem ment már úgy, mint korábban, ezért váltott a műugrásra, amelyben az úszás és a szertorna keverékét látta. Első edzője Cserba Brigitta volt, aki korábban kétszer is megkapta toronyugrásban Az év magyar műugrója címet. Edzéseinek irányítását később Ligárt Balázs, korábbi holland szövetségi kapitány vette át.
Tizennégyszeres országos bajnok műugró, a magyar műugró válogatott tagja 2015 óta. 2016-ban megnyerte a négy ország részvételével rendezett utánpótlás-műugróviadal 12–13 évesek korosztályának versenyét az 1 és 3 méteres számban. Szintén ebben az évben ötszörös országos bajnok lett korosztályában és a felnőttek között is a Budapesti Országos Bajnokságon. 2017-ben megnyerte a 14–15 éves korosztály kategóriájában a hét ország részvételével rendezett Belgrad Trophy versenyen a műugrás 1 és 3 méteres számát, és ebben az évben kijutott az ifjúsági Európa-bajnokságra.  2018-ban 1 és 3 méteres ugrásban, toronyugrásban, és a lány szinkronugrásban is országos ifjúsági, valamint felnőtt bajnoki címet nyert. 2019 májusában  a visegrádi országok első ízben megrendezett ifjúsági versenyén, amely egyben mű és toronyugró ifjúsági országos bajnokság is volt, korosztályában aranyérmet szerzett 1 és 3 méteres ugrásban, valamint toronyugrásban. 2019 februárjában Hollandiai Nemzetközi Versenyen Csóri Dorkával párban ezüstérmet nyert szinkronműugrásban a felnőttek között.
2019 novemberében a téli országos bajnokságon műugrásban egy arany- és két bronzérmet nyert. Ezt követően edzője egy összeveszés miatt felmondta a vele való további együttműködést, ezért úgy döntött, abbahagyja a versenyzést.

## Színészként
Fiatalon került a filmezés közelébe, négyéves korában forgatott először, és azóta folyamatosan kapja a magyar és külföldi reklám avagy film-, sorozat szerepeket. A Mindenki című Oscar-díjas film egyik főszereplője volt, és mint ilyen, 2017-ben jelen volt az Oscar-díjátadón Hollywoodban. A Mindenki előtt is szerepelt számos reklámban, sorozatokban, pl. Társas Játék 2, a Maigret felügyelőben Rowan Atkinsonnal játszott együtt, ő volt az RTL Klubon sugárzott A Konyhafőnök Junior műsorának reklámarca, egy kekszreklámot Antonio Banderasszal együtt forgatott, szerepelt a vízicirkusz Atlantisz gyermekei című műsorában egy éven keresztül, emellett szinkronizál és kaszkadőrködik.
A 2015-ben forgatott, 2016-ban bemutatott „Mindenki” című filmben, 2016-ban a „Társas játék 2” című sorozatban, 2017-ben a „Hasa vitte haza” valamint az „Emerald City” című filmben, 2018-ban a Maigret felügyelőben, 2019-ben a Mosolyka – Majd helyett MOST című filmben, 2021-ben az Így vagy tökéletes című magyar mozifilmben szerepelt.
2016-ban Gáspárfalvi Dorkával együtt megkapta a Legjobb gyerekszínész díját a Sapporo-i Rövidfilmfesztiválon. 2017-ben ők kölcsönözték a hangjukat a Cartoon Network bántalmazás elleni Aki ver, az nem haver című kampánya rajzfilmszereplőinek. 2019-ben az OTP Bank junior kampányának arcai voltak.

## Szerepei
- Társas játék (2011–2013) – Titi
- Maigret és a kicsi Albert (Maigret Dead Man) (2016) – Nicole
- Mindenki (2016) – Liza
- Hasa vitte haza (2016)
- Emerald City (2017) – Whispering Witch
- Majd helyett MOST – A pillanat értéke (2019) – Mosolyka gyerekkori énje
- Így vagy tökéletes (2021)
- Brigi és Brúnó (2023) – Mátyus Lima

## Díjai, elismerései
- Legjobb gyerekszínész (Sapporo-i Rövidfilmfesztivál, 2016)[21]